# パヴェル・マイヤー
パヴェル・マイヤー（Pavel Majer、男性、1976年1月27日 - ）は、チェコ出身のキックボクサー。身長201cm、体重110kg。ハヌマンジムプラハ所属。

## 来歴
2001年4月29日、K-1 WORLD GP 2001 in OSAKAで初来日。1回戦でジェロム・レ・バンナに1RKO負け。
2002年8月17日、K-1 WORLD GP 2002 in LAS VEGASでは、1回戦でアダム・ワットに判定勝ち、準決勝ではエロル・パリスに判定勝ちするも、決勝でマイケル・マクドナルドに2RTKO負けし準優勝。GP開幕戦に出場予定だったフランシスコ・フィリオの欠場によりピーター・アーツとの対戦が決定していたが、ラスベガス大会で負った傷が癒えておらず、欠場となった。
2003年2月22日、一撃でグラウベ・フェイトーザと対戦し、3R左ハイキックでKO負け。
2003年6月14日、K-1 WORLD GP 2003 in PARISでは1回戦でアレクセイ・イグナショフに3RKO負け。

## 戦績
| キックボクシング 戦績 | キックボクシング 戦績 | キックボクシング 戦績 | キックボクシング 戦績 | キックボクシング 戦績 | キックボクシング 戦績 | キックボクシング 戦績 |
| --------------------- | --------------------- | --------------------- | --------------------- | --------------------- | --------------------- | --------------------- |
| 44 試合               | (T)KO                 | 判定                  | その他                | 引き分け              | 無効試合              |                       |
| 34 勝                 | 19                    |                       |                       | 0                     | 0                     |                       |
| 10 敗                 |                       |                       |                       | 0                     | 0                     |                       |

| 勝敗 | 対戦相手                     | 試合結果                   | 大会名                                                        | 開催年月日     |
| ○    | カール・グリシンスキー       | 判定                       | Laonda Fight Night                                            | 2007年4月1日   |
| ○    | アレクサンダー・ノボビッチ   | 判定                       | NOC BOJOVNIKOV 【準決勝】                                     | 2006年2月17日  |
| ○    | ピーター・ヴァルガ           | 延長R判定                  | K-1 Magyar 2005                                               | 2005年8月      |
| ×    | ビヨン・ブレギー             | 3R 2:49 KO                 | K-1 Fighting Network K-1 SCANDINAVIA 2005 【1回戦】           | 2005年5月21日  |
| ○    | デニス・グレゴリエフ         | 3R終了 判定3-0             | K-1 NOC BOJOVNIKOV                                            | 2005年5月6日   |
| ×    | マーク・デヴィット           | 1R KO（左足脛負傷）        | Fights at the Border II                                       | 2003年12月13日 |
| ×    | アレクセイ・イグナショフ     | 3R 2:20 KO（左ハイキック） | K-1 WORLD GP 2003 in PARIS 【1回戦】                          | 2003年6月14日  |
| ○    | エヴジェニー・オルロフ       | 3R終了 判定3-0             | K-1 OKTAGON 2003 【決勝】                                     | 2003年5月10日  |
| ○    | フレディ・ケマイヨ           | 3R 2:27 KO                 | K-1 OKTAGON 2003 【準決勝】                                   | 2003年5月10日  |
| ○    | パリス・バシリコス           | 3R 0:38 KO                 | K-1 OKTAGON 2003 【1回戦】                                    | 2003年5月10日  |
| ×    | グラウベ・フェイトーザ       | 3R 2:27 KO（左ハイキック） | 一撃 2.22 ICHIGEKI                                            | 2003年2月22日  |
| ×    | マイケル・マクドナルド       | 2R 1:01 TKO（戦意喪失）    | K-1 WORLD GP 2002 in LAS VEGAS 【世界最終予選 決勝】          | 2002年8月17日  |
| ○    | エロル・パリス               | 3R終了 判定3-0             | K-1 WORLD GP 2002 in LAS VEGAS 【世界最終予選 準決勝】        | 2002年8月17日  |
| ○    | アダム・ワット               | 3R終了 判定3-0             | K-1 WORLD GP 2002 in LAS VEGAS 【世界最終予選 1回戦】         | 2002年8月17日  |
| ○    | セルゲイ・イバノビッチ       | 3R終了 判定3-0             | K-1 WORLD GP 2002 オランダ地区予選トーナメント 【ワンマッチ】 | 2002年2月24日  |
| ○    | ダニエル・ヴィチェコブスキー | 1R 2:30 KO                 | K-1 WORLD GP 2002 世界地区予選プラハ大会 【決勝】             | 2001年12月1日  |
| ○    | ローマン・クラチック         | 3R終了 判定3-0             | K-1 WORLD GP 2002 世界地区予選プラハ大会 【準決勝】           | 2001年12月1日  |
| ○    | ビロル・タプツ               | 3R 0:54 TKO                | K-1 WORLD GP 2002 世界地区予選プラハ大会 【1回戦】            | 2001年12月1日  |
| ×    | ジェロム・レ・バンナ         | 1R 2:15 KO（左フック）     | K-1 WORLD GP 2001 in OSAKA 【1回戦】                          | 2001年4月29日  |
| ○    | セルゲイ・アルヒポフ         | 3R終了 判定3-0             | K-1 WORLD GP 2001 世界地区予選プラハ大会 【決勝】             | 2000年12月22日 |
| ○    | アンドレイ・ズラウコフ       | 2R KO                      | K-1 WORLD GP 2001 世界地区予選プラハ大会 【準決勝】           | 2000年12月22日 |
| ○    | ジャン・レネ・ヴァン         | 2R KO                      | K-1 WORLD GP 2001 世界地区予選プラハ大会 【1回戦】            | 2000年12月22日 |

## 獲得タイトル
- K-1 WORLD GP 2001 チェコ地区予選トーナメント 優勝
- K-1 WORLD GP 2002 チェコ地区予選トーナメント 優勝
- K-1 WORLD GP 2002 世界最終予選 準優勝
- K-1 WORLD GP 2003 世界地区予選イタリア大会 優勝